# Alpenpreis
CIPRA Deutschland zeichnet mit dem Deutschen Alpenpreis in unregelmäßigen Abständen herausragende Politiker, Unternehmer, Wissenschaftler, Verbandsvertreter oder Einzelpersonen für ihren engagierten Einsatz für eine nachhaltige Entwicklung des Alpenraumes aus.

## Preisträger
- 2006 – Klaus Töpfer (für seinen Einsatz für die Alpenkonvention)[1]
- 2008 – Helmut Karl (für seine Verdienste um den Naturschutz und als Initiator des bayerischen Alpenplanes)[2]
- 2011 – Wolfgang E. Burhenne (für sein Lebenswerk – u. a. Mitwirkung am Washingtoner Artenschutzabkommen (CITES) und an der Konvention für Biologische Vielfalt (Rio de Janeiro 1992). Burhenne war 1952 Gründungsmitglied der Internationalen Alpenschutzkommission (CIPRA))[3]
- 2015 – Werner Bätzing (für sein Lebenswerk – zahlreiche Forschungsarbeiten und Publikationen über die Alpen, u. a. "Die Alpen – Geschichte und Zukunft einer europäischen Kulturlandschaft.")[4]
- 2017 – Sylvia Hamberger und Wolfgang Zängl (für ihre 40-jährige Aufklärungsarbeit in Umweltfragen mit der Gesellschaft für ökologische Forschung)[5]
- 2019 – Georg Meister (für seine besonderen Verdienste um den Bergwald, den alpinen Tourismus und als einer der "Gründungsväter" des Nationalpark Berchtesgaden)[6]
- 2020 – Einhard Bezzel (für seine besonderen Verdienste um die Erforschung der Vogelwelt in den Alpen und den Aufbau von Langzeitmonitoringprogrammen zur Bewertung des Artenrückgangs u. a. bei der Vogelschutzwarte Garmisch-Partenkirchen)[7]
- 2024 – Alfred Ringler (für seinen Einsatz zur Erforschung und Bewahrung von Alpenlandschaften, besonders in Bezug auf Almen, Moore und Skigebiete)